# Wiener Jubel-Gruss-Marsch
Wiener Jubel-Gruß-Marsch, op. 115, är en marsch av Johann Strauss den yngre. Den spelades första gången den 14 augusti 1852 i Wien.

## Bakgrund
Hösten 1849 slog kejsar Frans Josefs trupper, med hjälp av en expeditionsstyrkan från tsar Nikolaj I, ned ungrarnas uppror och den 13 augusti kapitulerade de ungerska trupperna till den ryske generalen Fjodor Rüdiger vid Világos. Den 6 oktober avrättades tretton ungerska generaler i Arad och den 25 oktober följdes de av sex politiker. Andra revoltledare, såsom Lajos Kossuth, Henryk Dembiński och Józef Bem vilka alla hade flytt till Turkiet, dömdes till döden i sin frånvaro. Europa förfärades över "Hämnden vid Arad", som även tsaren fördömde.

## Historia
Det dröjde till sommaren 1852 innan Frans Josef vågade genomföra en inspektionsresa till Ungern för första gången. Alla tänkbara säkerhetsåtgärder hade vidtagits. När han oskadd återvände till Wien arrangerades enorma välkomstceremonier som staden inte hade sett sedan Wienkongressens dagar 1814/1815. I Pratern uppfördes en äreport och kejsaren for i paradvagn till kejsarpalatset Hofburg. Utmed hela vägen stod jublande människoskaror och med jämna mellanrum spelade militära och civila orkestrar. Platsen för Johann Strauss den yngres orkester var särskilt gynnsamt utvald: Stephansplatz vid Stefansdomen. När kejsaren for förbi stämde Strauss upp den jubelmarsch han speciellt hade komponerat för tillfället: Wiener Jubel-Gruß-Marsch. 
Marschen skulle komma att spelas flera gånger under de följande dagarna: den 16 augusti anordnades en jubileumsbal och den 17 augusti en välgörenhetskonsert i Volksgarten. Förläggaren Carl Haslinger gav ut ett klaverutdrag den 11 september 1852, där inkomsterna gick till välgörande, sociala ändamål.

## Om marschen
Speltiden är ca 3 minuter och 20 sekunder plus minus några sekunder beroende på dirigentens musikaliska tolkning.

## Weblänkar
- Dynastin Strauss 1852 med kommentarer om Wiener Jubel-Gruß-Marsch.
- Wiener Jubel-Gruß-Marsch i Naxos-utgåvan.